# Арансасу Гальярдо
Арансасу Гальярдо (ісп. Aránzazu Gallardo; нар. 30 вересня 1973) — колишня мексиканська тенісистка.
Найвищу одиночну позицію світового рейтингу — 324 місце досягла 4 грудня 1989, парну — 364 місце — 29 липня 1991 року.

## Фінали ITF

### Одиночний розряд (1–3)
| Результат | Ранг | Дата            | Турнір                         | Покриття | Суперниця        | Рахунок       |
| --------- | ---- | --------------- | ------------------------------ | -------- | ---------------- | ------------- |
| Поразка   | 1.   | 17 липня 1988   | Гвадалахара (Мексика), Мексика | Ґрунт    | Клаудія Ернандес | 0–6, 3–6      |
| Поразка   | 2.   | 28 травня 1989  | Мехіко, Мексика                | Ґрунт    | Сілвія Шенк      | 6–7, 6–2, 4–6 |
| Поразка   | 3.   | 9 липня 1989    | Пуерто-Вальярта, Мексика       | Тверде   | Клаудія Ернандес | 6–4, 2–6, 2–6 |
| Перемога  | 1.   | 19 вересня 1994 | Гвадалахара (Мексика), Мексика | Тверде   | Лусіла Бесерра   | 4–6, 6–3, 6–1 |

### Парний розряд (2–2)
| Результат | Ранг | Дата            | Турнір                         | Покриття | Партнерка          | Суперниці                       | Рахунок          |
| --------- | ---- | --------------- | ------------------------------ | -------- | ------------------ | ------------------------------- | ---------------- |
| Поразка   | 1.   | 17 липня 1988   | Гвадалахара (Мексика), Мексика | Ґрунт    | Blanca Borbolla    | Лусіла Бесерра Шочітль Ескобедо | 2–6, 1–6         |
| Перемога  | 1.   | 12 травня 1991  | Мехіко, Мексика                | Тверде   | Клаудія Ернандес   | Елене Капплер Claudia Rodríguez | 3–6, 7–5, 7–6(2) |
| Поразка   | 2.   | 26 травня 1991  | Агуаскальєнтес, Мексика        | Harf     | Клаудія Ернандес   | Шочітль Ескобедо Ісабела Петров | 3–6, 6–7(4)      |
| Перемога  | 2.   | 25 вересня 1994 | Гвадалахара (Мексика), Мексика | Тверде   | Ana Paola González | Сумара Пассус Грасіела Велес    | 6–4, 6–2         |